# Eymoutiers
Eymoutiers é uma comuna francesa na região administrativa da Nova Aquitânia, no departamento de Alto Vienne. Estende-se por uma área de 70,22 km². Em 2010 a comuna tinha 2 088 habitantes (densidade: 29,7 hab./km²).